# Argyreia thomsonii
Argyreia thomsonii är en vindeväxtart som först beskrevs av Benjamin Clarke, och fick sitt nu gällande namn av William Grant Craib. Argyreia thomsonii ingår i släktet Argyreia och familjen vindeväxter. Inga underarter finns listade i Catalogue of Life.